# Marie Bouliard

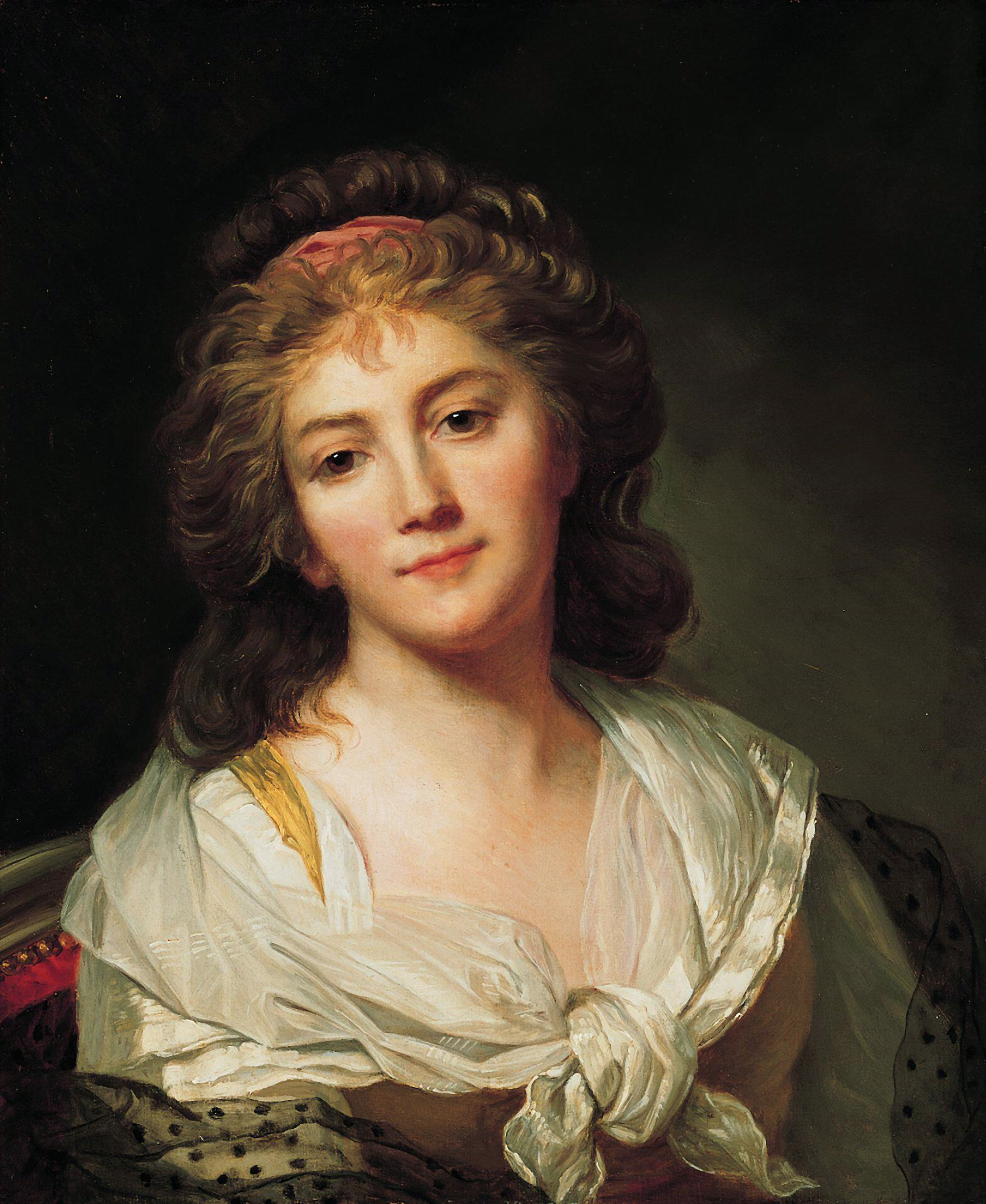
Autoritratto (55,5 × 46 cm) di Marie Bouliard, 1790.

Marie-Geneviève Bouliard (Parigi, 1763 – Saona e Loira, 1825) è stata una pittrice francese.

## Biografia
Fu allieva di Jean-Baptiste Greuze. Nel 1794 dipinse un autoritratto come Aspasia che esibì nel 1795 al Salon di Parigi, e ricevette il Prix d'Encouragement (Premio d'Incoraggiamento). Il suo dipinto Ritratto di un'attrice (1785) fu incluso nel libro Women Painters of the World del 1905.

## Galleria d'immagini

Dipinti di Marie-Geneviève Bouliard
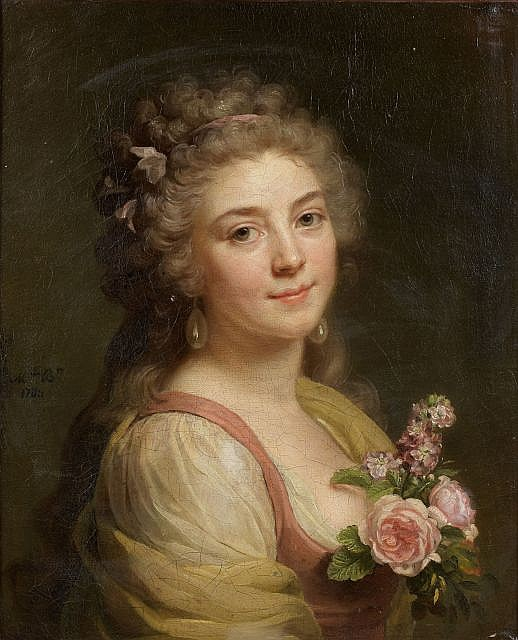
Ritratto di donna in corpetto fiorito, o Presunto ritratto di Mademoiselle Bélier
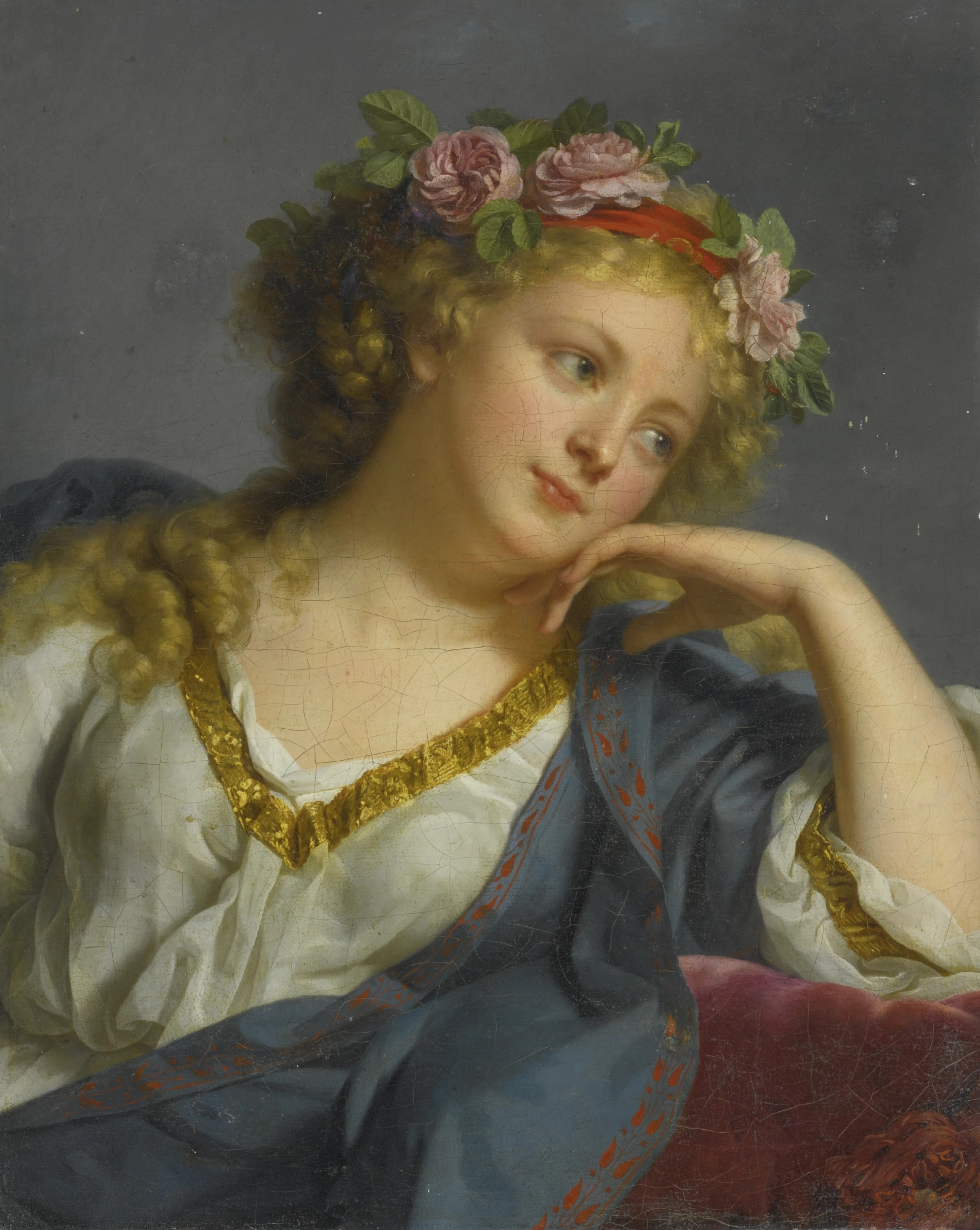
Testa di una donna incoronata di rose, 1791
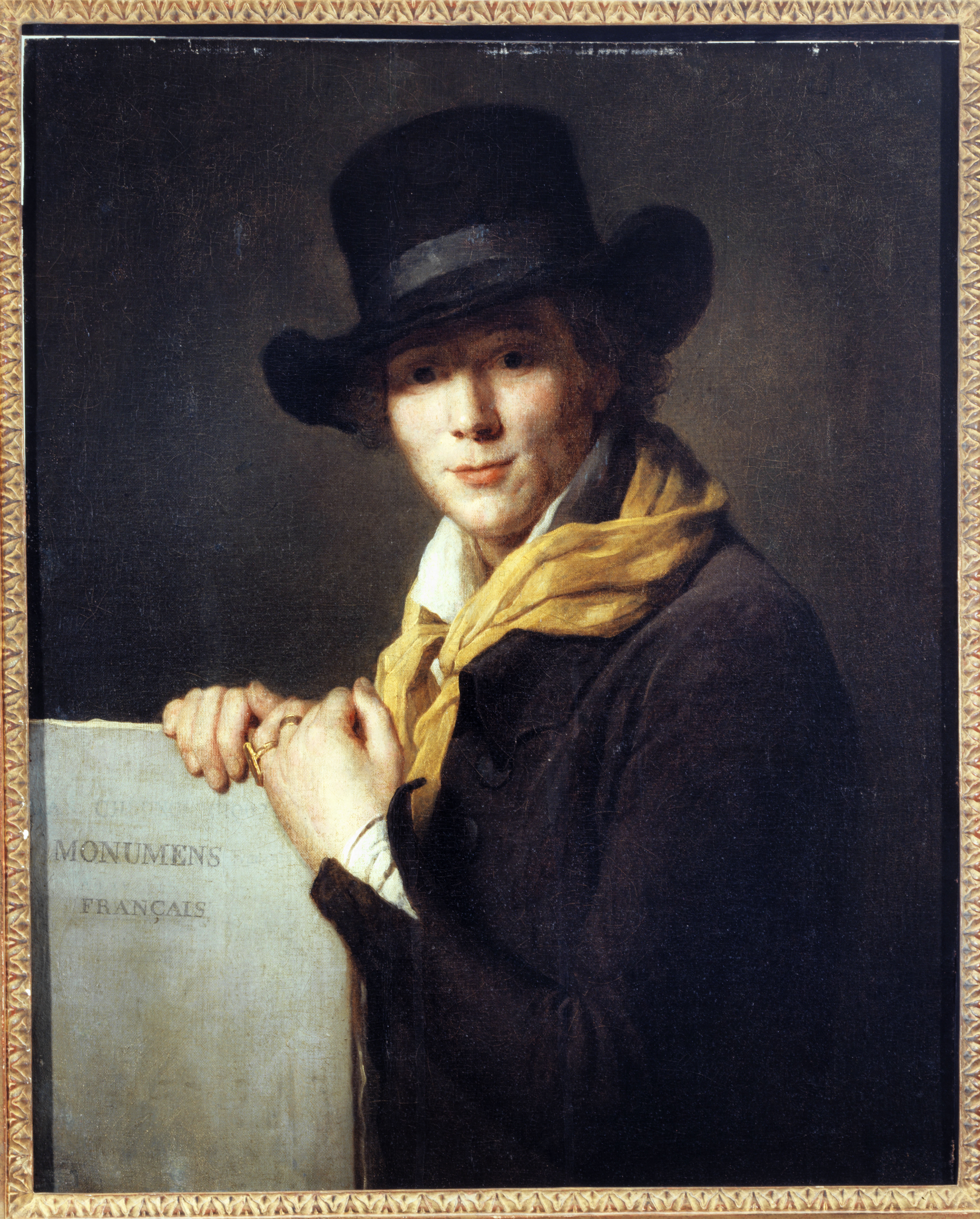
Ritratto di Alexandre Lenoir, 1796
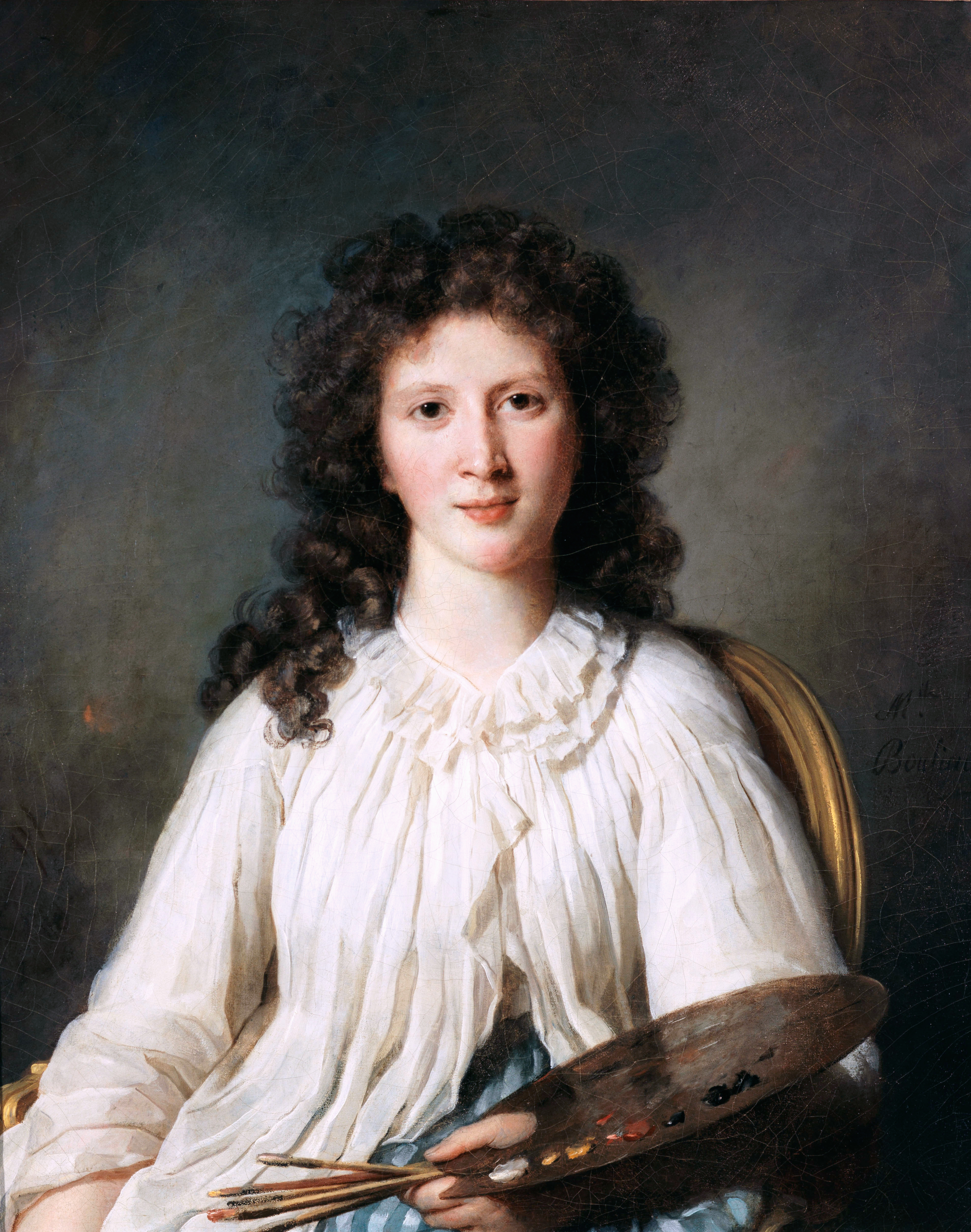
Ritratto di Adélaïde Binart, moglie Lenoir, 1796
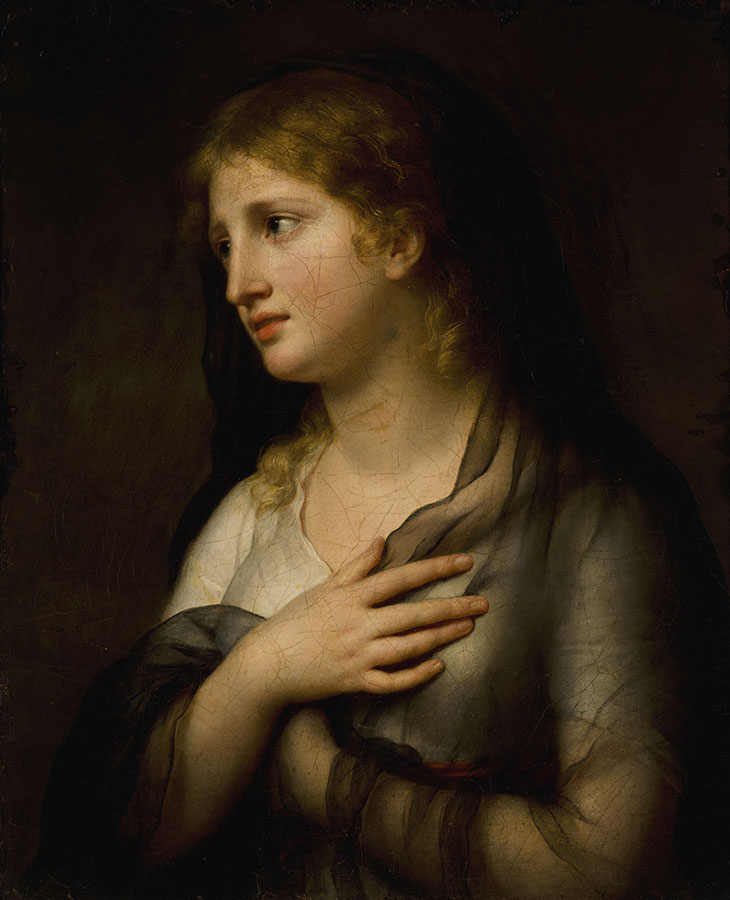
Ritratto di una Donna